# Futbol als Jocs Olímpics
El futbol és un esport que forma part del programa oficial dels Jocs des dels Jocs Olímpics d'Estiu de 1900 disputats a París (França) en categoria masculina. Ha estat fora del programa únicament en els Jocs Olímpics d'Estiu de 1932, celebrats a Los Angeles (Estats Units d'Amèrica). La competició en categoria femenina debutà en els Jocs Olímpics d'Estiu de 1996, a Atlanta (Estats Units).
Els grans dominadors són Hongria, Argentina, la Unió Soviètica i Brasil en categoria masculina, i els Estats Units en categoria femenina.

## Història

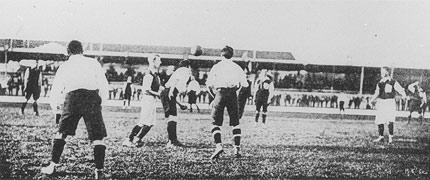
Competició als Jocs Olímpics de 1900.

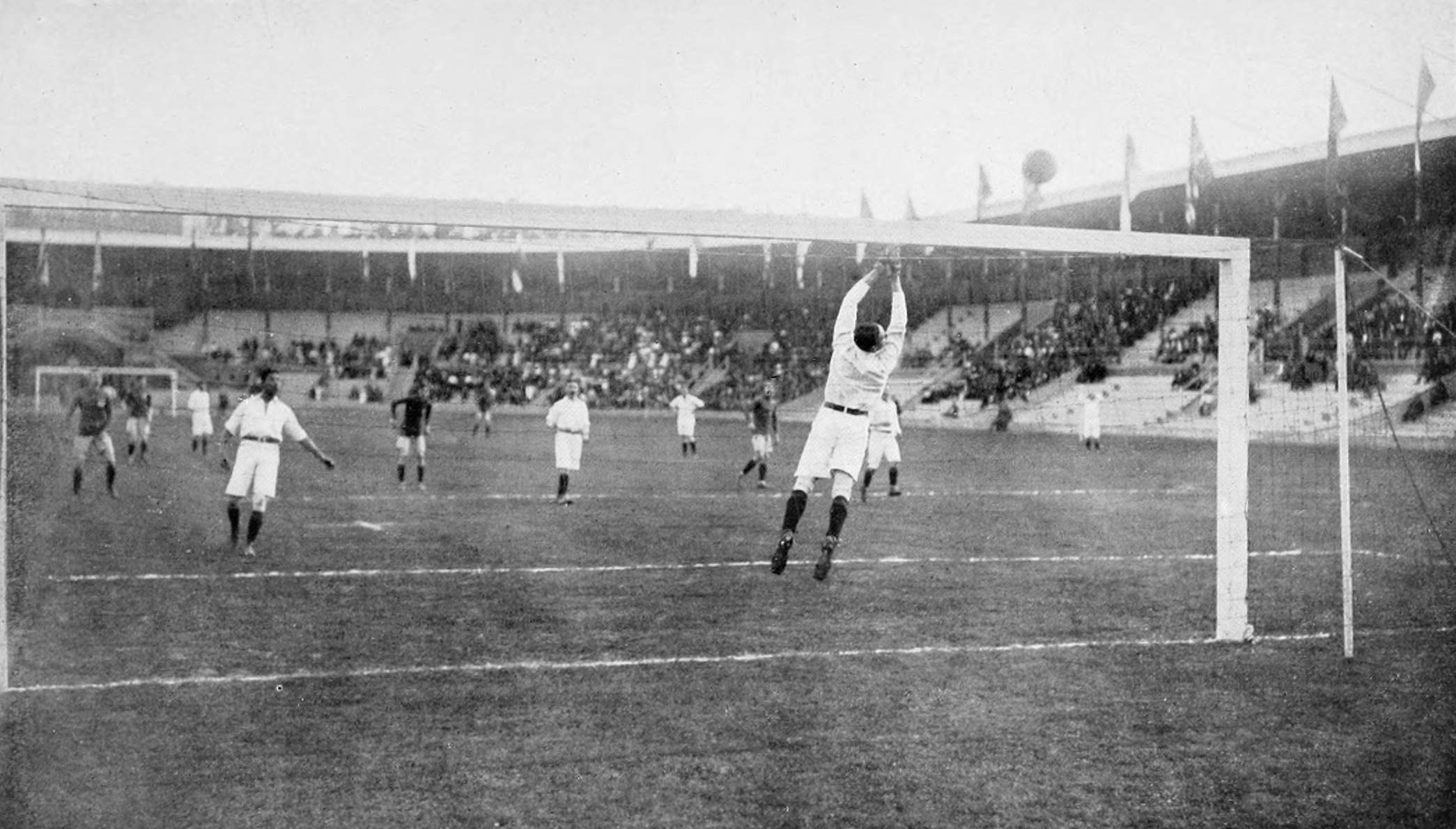
Competició als Jocs Olímpics de 1912.

El futbol és un esport que s'inventà al segle xix, per la qual cosa no competí en els Jocs Olímpics de l'antigor. Es creu que el primer esdeveniment de futbol olímpic hauria estat durant els Jocs Olímpics d'Estiu de 1896 celebrats a Atenes (Grècia), encara que hauria estat de caràcter no oficial. Actualment no existeixen documents que detallin aquesta competició, però existeixen alguns informes sobre dos partits: d'una banda, un combinat d'Atenes hauria estat derrotat per un altre representant a Esmirna (part en aquells moments de l'Imperi Otomà), i d'altra banda, aquests últims haurien estat derrotats, per 15:0, per un combinat d'origen danès.
En els Jocs Olímpics d'Estiu de 1900 i 1904 es van celebrar dues competicions de futbol per equips no professionals, provinents de clubs esportius o centres educatius; per la qual cosa la FIFA no els reconeix com a competicions oficials.
Als Jocs Olímpics d'Estiu de 1908 celebrats a Londres (Regne Unit) es va dur a terme el primer torneig oficial, considerat també el primer torneig de caràcter internacional, enfrontant en el primer partit la selecció de Dinamarca i França. La presència als Jocs Olímpics d'Estiu de 1920 celebrats a Anvers (Bèlgica) de la selecció de futbol d'Egipte (la primera vegada que una selecció no europea participava en el campionat olímpic) comportà la creació de la Copa del Món de Futbol a Uruguai l'any 1930, selecció que havia guanyat de forma consecutiva les edicions olímpiques de 1924 i 1928.
El futbol professional va començar a expandir-se al llarg del món, per la qual cosa les diferències entre el torneig olímpic i la Copa del Món van començar a créixer. Els principals beneficiats foren els països del bloc soviètic d'Europa Oriental, on els atletes eren representants de l'Estat que lliurava importants beneficis als seus atletes, permetent així mantenir la seva condició d'"amateur". Entre Londres 1948 i Moscou 1980, 23 de les 27 medalles olímpiques van ser lliurades a països socialistes, sent Dinamarca, Suècia i Japó les úniques excepcions. Entre aquests equips campions es troba, per exemple, el denominat "Equip d'or" d'Hongria, considerat un dels millors equips de la història.
Per als Jocs de Los Angeles 1984, el Comitè Olímpic Internacional va veure necessari un canvi al torneig per a reprendre l'interès en ell, fet que el va portar a acceptar l'ingrés d'equips professionals participants. La FIFA no va acceptar la idea de tenir un rival per a la seva Copa del Món, però finalment es va arribar a l'acord que els equips de continents menys desenvolupats futbolísticament (Àfrica, Àsia, Oceania, Amèrica del Nord i Amèrica Central) poguessin tenir equips professionals, mentre que els membres de la UEFA i CONMEBOL es presentarien amb esquadres juvenils, els jugadors de les quals no haguessin disputat la Copa del Món.
La idea dels equips juvenils va entusiasmar tant a la FIFA com al COI, per la qual cosa als Jocs Olímpics d'estiu de 1992 celebrats a Barcelona (Espanya) els jugadors de tots els planters havien de tenir menys de 23 anys, llevat de tres jugadors per esquadra que podien tenir més edat. El torneig olímpic es va convertir així en una "Copa del Món Sub-23" complementària a les Sub-20 i Sub-17, ja implementades per la FIFA. El nou format de la Copa del Món va permetre a tots els països competir d'igual forma, afavorint a equips d'Àfrica i Àsia: Nigèria i Camerun van guanyar les medalles d'or al Futbol als Jocs Olímpics d'estiu de 1996 i al Futbol del 2000, respectivament. Així mateix, en l'edició de 1996 debutà la competició femenina.

### Programa
| Edició          | 96 | 00 | 04 | 08 | 12 | 20 | 24 | 28 | 32 | 36 | 48 | 52 | 56 | 60 | 64 | 68 | 72 | 76 | 80 | 84 | 88 | 92 | 96 | 00 | 04 | 08 | 12 | 16 | 20 | Anys |
| --------------- | -- | -- | -- | -- | -- | -- | -- | -- | -- | -- | -- | -- | -- | -- | -- | -- | -- | -- | -- | -- | -- | -- | -- | -- | -- | -- | -- | -- | -- | ---- |
| Torneig masculí | -  | •  | •  | •  | •  | •  | •  | •  | -  | •  | •  | •  | •  | •  | •  | •  | •  | •  | •  | •  | •  | •  | •  | •  | •  | •  | •  | •  | •  | 27   |
| Torneig femení  | -  | -  | -  | -  | -  | -  | -  | -  | -  | -  | -  | -  | -  | -  | -  | -  | -  | -  | -  | -  | -  | -  | •  | •  | •  | •  | •  | •  | •  | 7    |

### Seus
| Edició               | Ciutat                               | Estadi                                |
| -------------------- | ------------------------------------ | ------------------------------------- |
| Atenes 1896          | No fou inclòs en el programa oficial | No fou inclòs en el programa oficial  |
| París 1900           | París                                | Vélodrome de Vincennes                |
| St. Louis 1904       | St. Louis                            | Francis Field                         |
| Londres 1908         | Londres                              | White City                            |
| Estocolm 1912        | Estocolm                             | Stockholms Olympiastadion             |
| Estocolm 1912        | Estocolm                             | Estadi Råsunda                        |
| Estocolm 1912        | Estocolm                             | Tranebergs Idrottsplats               |
| Anvers 1920          | Anvers                               | Olympisch Stadion                     |
| Anvers 1920          | Anvers                               | Estadi Broodstraat                    |
| Anvers 1920          | Brussel·les                          | Estadi Joseph Marien                  |
| Anvers 1920          | Gant                                 | Estadi Jules Otten                    |
| París 1924           | París                                | Estadi Olímpic Yves-du-Manoir         |
| París 1924           | París                                | Estadi Bergeyre                       |
| París 1924           | París                                | Estadi de París (Saint-Ouen)          |
| París 1924           | París                                | Estadi Pershing (Vincennes)           |
| Amsterdam 1928       | Amsterdam                            | Olympisch Stadion                     |
| Amsterdam 1928       | Rotterdam                            | Het Kasteel                           |
| Amsterdam 1928       | Rotterdam                            | De Kuip                               |
| Amsterdam 1928       | Arnhem                               | Monnikenhuize                         |
| Los Angeles 1932     | No fou inclòs en el programa oficial | No fou inclòs en el programa oficial  |
| Berlín 1936          | Berlín                               | Olympiastadion                        |
| Berlín 1936          | Berlín                               | Poststadion (Tiergarten)              |
| Berlín 1936          | Berlín                               | Mommsenstadion (Charlottenburg)       |
| Berlín 1936          | Berlín                               | Hertha-BSC-Platz                      |
| Londres 1948         | Londres                              | Estadi Wembley                        |
| Londres 1948         | Londres                              | White Hart Lane (Tottenham)           |
| Londres 1948         | Londres                              | Selhurst Park (Crystal Palace)        |
| Londres 1948         | Londres                              | Craven Cottage (Fulham)               |
| Londres 1948         | Londres                              | Griffin Park (Brentford)              |
| Londres 1948         | Londres                              | Arsenal Stadium (Highbury)            |
| Londres 1948         | Londres                              | Cricklefield Stadium (Ilford)         |
| Londres 1948         | Londres                              | Green Pond Road Stadium (Walthamstow) |
| Londres 1948         | Londres                              | Champion Hill (Dulwich)               |
| Londres 1948         | Brighton                             | Goldstone Ground                      |
| Londres 1948         | Portsmouth                           | Fratton Park                          |
| Hèlsinki 1952        | Hèlsinki                             | Olympiastadion                        |
| Hèlsinki 1952        | Hèlsinki                             | Football Grounds                      |
| Hèlsinki 1952        | Turku                                | Kupittaa Stadium                      |
| Hèlsinki 1952        | Tampere                              | Ratina Stadion                        |
| Hèlsinki 1952        | Lahti                                | Kisapuisto                            |
| Hèlsinki 1952        | Kotka                                | Kotka Stadion                         |
| Melbourne 1956       | Melbourne                            | Melbourne Cricket Ground              |
| Melbourne 1956       | Melbourne                            | Parc Olímpic de Melbourne             |
| Roma 1960            | Roma                                 | Estadi Flaminio                       |
| Roma 1960            | Florència                            | Stadio Comunale                       |
| Roma 1960            | Grosseto                             | Stadio Comunale                       |
| Roma 1960            | Livorno                              | Stadio Ardenza                        |
| Roma 1960            | Pescara                              | Estadi Adriatico                      |
| Roma 1960            | L'Aquila                             | Stadio Comunale                       |
| Roma 1960            | Nàpols                               | Stadio Fuorigrotta                    |
| Tòquio 1964          | Tòquio                               | Estadi Olímpic de Tòquio              |
| Tòquio 1964          | Tòquio                               | Prince Chichibu Memorial Field        |
| Tòquio 1964          | Tòquio                               | Komazawa Stadium                      |
| Tòquio 1964          | Saitama                              | Omiya Football Stadium                |
| Tòquio 1964          | Yokohama                             | Mitsuzawa Stadium                     |
| Ciutat de Mèxic 1968 | Ciutat de Mèxic                      | Estadi Azteca                         |
| Ciutat de Mèxic 1968 | Puebla de Zaragoza                   | Estadi Cuauhtémoc                     |
| Ciutat de Mèxic 1968 | Guadalajara                          | Estadi Jalisco                        |
| Ciutat de Mèxic 1968 | León                                 | Estadi León                           |
| Múnic 1972           | Múnic                                | Olympiastadion                        |
| Múnic 1972           | Augsburg                             | Rosenaustadion                        |
| Múnic 1972           | Ingolstadt                           | ESV-Stadion                           |
| Múnic 1972           | Regensburg                           | Jahnstadion                           |
| Múnic 1972           | Nuremberg                            | Frankenstadion                        |
| Múnic 1972           | Passau                               | Drei Flüsse Stadion                   |
| Mont-real 1976       | Mont-real                            | Stade Olympique                       |
| Mont-real 1976       | Sherbrooke                           | Estadi Municipal                      |
| Mont-real 1976       | Toronto                              | Varsity Stadium                       |
| Mont-real 1976       | Ottawa                               | Lansdowne Stadium                     |
| Moscou 1980          | Moscou                               | Estadi Lujniki                        |
| Moscou 1980          | Moscou                               | Estadi Dynamo                         |
| Moscou 1980          | Leningrad                            | Estadi Kirov                          |
| Moscou 1980          | Kíev                                 | Estadi de la República                |
| Moscou 1980          | Minsk                                | Estadi Dinamo                         |
| Los Angeles 1984     | Pasadena                             | Estadi Rose Bowl                      |
| Los Angeles 1984     | Boston                               | Estadi Harvard                        |
| Los Angeles 1984     | Annapolis                            | Navy-Marine Corps Memorial Stadium    |
| Los Angeles 1984     | Stanford (Califòrnia)                | Stanford Stadium                      |
| Seül 1988            | Seül                                 | Estadi Olímpic de Seül                |
| Seül 1988            | Seül                                 | Estadi Dongdaemun                     |
| Seül 1988            | Daegu                                | Estadi Daegu                          |
| Seül 1988            | Busan                                | Estadi Asiad de Busan                 |
| Seül 1988            | Gwangju                              | Estadi Guus Hiddink                   |
| Seül 1988            | Daejeon                              | Estadi Daejeon                        |
| Barcelona 1992       | Barcelona                            | Camp Nou                              |
| Barcelona 1992       | Barcelona                            | Estadi de Sarrià                      |
| Barcelona 1992       | Sabadell                             | Nova Creu Alta                        |
| Barcelona 1992       | Saragossa                            | Estadi de La Romareda                 |
| Barcelona 1992       | València                             | Estadi Lluis Casanova                 |
| Atlanta 1996         | Athens                               | Estadi Sanford                        |
| Atlanta 1996         | Orlando                              | Citrus Bowl                           |
| Atlanta 1996         | Birmingham                           | Legion Field                          |
| Atlanta 1996         | Miami                                | Miami Orange Bowl                     |
| Atlanta 1996         | Washington D.C.                      | Robert F. Kennedy Memorial Stadium    |
| Sydney 2000          | Sydney                               | Stadium Australia                     |
| Sydney 2000          | Sydney                               | Sydney Football Stadium               |
| Sydney 2000          | Brisbane                             | Brisbane Cricket Ground               |
| Sydney 2000          | Adelaida                             | Hindmarsh Stadium                     |
| Sydney 2000          | Canberra                             | Bruce Stadium                         |
| Sydney 2000          | Melbourne                            | Melbourne Cricket Ground              |
| Atenes 2004          | Atenes                               | Estadi Olímpic d'Atenes               |
| Atenes 2004          | Atenes                               | Estadi Geórgios Karaiskakis           |
| Atenes 2004          | Càndia                               | Estadi Pankritio                      |
| Atenes 2004          | Patras                               | Estadi Pampeloponnisiako              |
| Atenes 2004          | Volos                                | Estadi Panthessaliko                  |
| Atenes 2004          | Tessalònica                          | Estadi Kaftanzoglio                   |
| Pequín 2008          | Pequín                               | Estadi Nacional de Pequín             |
| Pequín 2008          | Pequín                               | Estadi dels Treballadors              |
| Pequín 2008          | Tianjin                              | Estadi Olímpic de Tianjin             |
| Pequín 2008          | Xangai                               | Estadi de Xanghai                     |
| Pequín 2008          | Qinhuangdao                          | Estadi Olímpic de Qinhuangdao         |
| Pequín 2008          | Shenyang                             | Estadi Olímpic de Shenyang            |
| Londres 2012         | Londres                              | Wembley Stadium                       |
| Londres 2012         | Glasgow                              | Hampden Park                          |
| Londres 2012         | Cardiff                              | Millennium Stadium                    |
| Londres 2012         | Manchester                           | Old Trafford                          |
| Londres 2012         | Newcastle                            | St. James' Park                       |
| Londres 2012         | Birmingham                           | Villa Park                            |
| Rio 2016             | Rio de Janeiro                       | Estádio do Maracanã                   |
| Rio 2016             | Rio de Janeiro                       | Estádio Olímpico João Havelange       |
| Rio 2016             | São Paulo                            | Arena Corinthians                     |
| Rio 2016             | Brasília                             | Estádio Nacional Mané Garrincha       |
| Rio 2016             | Salvador de Bahia                    | Arena Fonte Nova                      |
| Rio 2016             | Belo Horizonte                       | Estádio Minaeirão                     |
| Rio 2016             | Manaus                               | Arena da Amazônia                     |
| Tòquio 2020          |                                      |                                       |
| Chōfu                | Tokyo Stadium                        |                                       |
| Yokohama             | International Stadium Yokohama       |                                       |
| Kashima              | Kashima Soccer Stadium               |                                       |
| Saitama              | Saitama Stadium 2002                 |                                       |
| Rifu                 | Miyagi Stadium                       |                                       |
| Sapporo              | Sapporo Dome                         |                                       |

## Medallistes

### Categoria masculina
| Edició               | Or                                   | Argent                               | Bronze                               |
| 1900 París           | Regne Unit                           | França                               | Bèlgica                              |
| 1904 St. Louis       | Canadà                               | Estats Units                         | Estats Units                         |
| 1908 Londres         | Regne Unit                           | Dinamarca                            | Països Baixos                        |
| 1912 Estocolm        | Regne Unit                           | Dinamarca                            | Països Baixos                        |
| 1920 Anvers          | Bèlgica                              | Espanya                              | Països Baixos                        |
| 1924 París           | Uruguai                              | Suïssa                               | Suècia                               |
| 1928 Amsterdam       | Uruguai                              | Argentina                            | Itàlia                               |
| 1932 Los Angeles     | No fou inclòs en el programa olímpic | No fou inclòs en el programa olímpic | No fou inclòs en el programa olímpic |
| 1936 Berlín          | Itàlia                               | Àustria                              | Noruega                              |
| 1948 Londres         | Suècia                               | Iugoslàvia                           | Dinamarca                            |
| 1952 Hèlsinki        | Hongria                              | Iugoslàvia                           | Suècia                               |
| 1956 Melbourne       | URSS                                 | Iugoslàvia                           | Bulgària                             |
| 1960 Roma            | Iugoslàvia                           | Dinamarca                            | Hongria                              |
| 1964 Tòquio          | Hongria                              | Txecoslovàquia                       | Alemanya                             |
| 1968 Ciutat de Mèxic | Hongria                              | Bulgària                             | Japó                                 |
| 1972 Múnic           | Polònia                              | Hongria                              | RDA                                  |
| 1972 Múnic           | Polònia                              | Hongria                              | URSS                                 |
| 1976 Mont-real       | RDA                                  | Polònia                              | URSS                                 |
| 1980 Moscou          | Txecoslovàquia                       | RDA                                  | URSS                                 |
| 1984 Los Angeles     | França                               | Brasil                               | Iugoslàvia                           |
| 1988 Seül            | URSS                                 | Brasil                               | RFA                                  |
| 1992 Barcelona       | Espanya                              | Polònia                              | Ghana                                |
| 1996 Atlanta         | Nigèria                              | Argentina                            | Brasil                               |
| 2000 Sydney          | Camerun                              | Espanya                              | Xile                                 |
| 2004 Atenes          | Argentina                            | Paraguai                             | Itàlia                               |
| 2008 Pequín          | Argentina                            | Nigèria                              | Brasil                               |
| 2012 Londres         | Mèxic                                | Brasil                               | Corea del Sud                        |
| 2016 Rio             | Brasil                               | Alemanya                             | Nigèria                              |
| 2020 Tòquio          | Brasil                               | Espanya                              | Mèxic                                |

### Categoria femenina
| Edició       | Or           | Argent       | Bronze       |
| 1996 Atlanta | Estats Units | Xina         | Noruega      |
| 2000 Sydney  | Noruega      | Estats Units | Alemanya     |
| 2004 Atenes  | Estats Units | Brasil       | Alemanya     |
| 2008 Pequín  | Estats Units | Brasil       | Alemanya     |
| 2012 Londres | Estats Units | Japó         | Canadà       |
| 2016 Rio     | Alemanya     | Suècia       | Canadà       |
| 2020 Tòquio  | Canadà       | Suècia       | Estats Units |

## Medaller
en cursiva: CONs desapareguts.
Actualització: Jocs Olímpics Tòquio 2020.
| Posició | País            | Or | Plata | Bronze | Total |
| 1       | Estats Units    | 4  | 2     | 1      | 7     |
| 2       | Hongria         | 3  | 1     | 1      | 5     |
| 3       | Regne Unit      | 3  | 0     | 0      | 3     |
| 4       | Brasil          | 2  | 5     | 2      | 9     |
| 5       | Argentina       | 2  | 2     | 0      | 4     |
| 6       | Unió Soviètica  | 2  | 0     | 3      | 5     |
| 7       | Canadà          | 2  | 0     | 2      | 4     |
| 8       | Uruguai         | 2  | 0     | 0      | 2     |
| 9       | Iugoslàvia      | 1  | 3     | 1      | 5     |
| 10      | Espanya         | 1  | 3     | 0      | 4     |
| 11      | Suècia          | 1  | 2     | 2      | 5     |
| 12      | Polònia         | 1  | 2     | 0      | 3     |
| 13      | Alemanya        | 1  | 1     | 4      | 6     |
| 14      | Nigèria         | 1  | 1     | 1      | 3     |
| 14      | RDA             | 1  | 1     | 1      | 3     |
| 16      | França          | 1  | 1     | 0      | 2     |
| 16      | Txecoslovàquia  | 1  | 1     | 0      | 2     |
| 18      | Itàlia          | 1  | 0     | 2      | 3     |
| 18      | Noruega         | 1  | 0     | 2      | 3     |
| 20      | Bèlgica         | 1  | 0     | 1      | 2     |
| 20      | Mèxic           | 1  | 0     | 1      | 2     |
| 22      | Camerun         | 1  | 0     | 0      | 1     |
| 23      | Dinamarca       | 0  | 3     | 1      | 4     |
| 24      | Bulgària        | 0  | 1     | 1      | 2     |
| 24      | Japó            | 0  | 1     | 1      | 2     |
| 26      | Àustria         | 0  | 1     | 0      | 1     |
| 26      | R.P. de la Xina | 0  | 1     | 0      | 1     |
| 26      | Paraguai        | 0  | 1     | 0      | 1     |
| 26      | Suïssa          | 0  | 1     | 0      | 1     |
| 30      | Països Baixos   | 0  | 0     | 3      | 3     |
| 31      | Ghana           | 0  | 0     | 1      | 1     |
| 31      | Corea del Sud   | 0  | 0     | 1      | 1     |
| 31      | RFA             | 0  | 0     | 1      | 1     |
| 31      | Xile            | 0  | 0     | 1      | 1     |
| Total   | Total           | 34 | 34    | 35     | 103   |

## Medallistes més guardonats

### Categoria masculina
| Nom                  | CON        | Or | Plata | Bronze | Total |
| Dezső Novák          | Hongria    | 2  | 0     | 1      | 3     |
| Arthur Berry         | Regne Unit | 2  | 0     | 0      | 2     |
| Vivian Woodward      | Regne Unit | 2  | 0     | 0      | 2     |
| José Leandro Andrade | Uruguai    | 2  | 0     | 0      | 2     |
| Pedro Arispe         | Uruguai    | 2  | 0     | 0      | 2     |
| Pedro Cea            | Uruguai    | 2  | 0     | 0      | 2     |
| José Nasazzi         | Uruguai    | 2  | 0     | 0      | 2     |
| Pedro Petrone        | Uruguai    | 2  | 0     | 0      | 2     |
| Héctor Scarone       | Uruguai    | 2  | 0     | 0      | 2     |
| Santos Urdinarán     | Uruguai    | 2  | 0     | 0      | 2     |
| Javier Mascherano    | Argentina  | 2  | 0     | 0      | 2     |

### Categoria femenina
| Nom              | CON          | Or | Plata | Bronze | Total |
| Christie Rampone | Estats Units | 3  | 1     | 0      | 4     |
| Shannon Boxx     | Estats Units | 3  | 0     | 0      | 3     |
| Heather Mitts    | Estats Units | 3  | 0     | 0      | 3     |
| Heather O'Reilly | Estats Units | 3  | 0     | 0      | 3     |
| Hope Solo        | Estats Units | 3  | 0     | 0      | 3     |